# جورج دو مورييه
جورج دو مورييه (بالفرنسية: George du Maurier)‏ (6 مارس 1834، باريس في فرنسا - 8 أكتوبر 1896، لندن في المملكة المتحدة)؛ كاتب، رسام توضيحي وروائي بريطاني-فرنسي.

## روابط خارجية
- جورج دو مورييه على موقع IMDb (الإنجليزية)
- جورج دو مورييه على موقع الموسوعة البريطانية (الإنجليزية)
- جورج دو مورييه على موقع ميوزك برينز (الإنجليزية)
- جورج دو مورييه على موقع أول موفي (الإنجليزية)
- جورج دو مورييه على موقع قاعدة بيانات برودواي على الإنترنت (الإنجليزية)
- جورج دو مورييه على موقع قاعدة بيانات الأفلام السويدية (السويدية)
- جورج دو مورييه على موقع إن إن دي بي (الإنجليزية)
- جورج دو مورييه على موقع قاعدة بيانات الفيلم (الإنجليزية)